# 元金均等返済
元金均等返済（がんきんきんとうへんさい）は、住宅ローン等のローンの返済方式の1つ。元金均等方式、元金均等返済方式とも呼ばれる。

## 概要
毎回の返済額が元金を均等割にした額と利息の合計となる利息の算出方式。
最初のうちの返済額は多いが、元金の減りに比例して利息分が減り返済額が減少していくという特徴がある。元金が均等に減るため元利均等返済と比較すると利息総額（＝返済総額）が安いという結果である。
民間の住宅ローンよりも公庫での融資で利用された。
|              | 借入         | 金利            | 返済年数       | 初回の 返済額 | 120回目の 返済額 | 240回目の 返済額 | 返済総額     | 利息総額    |
| ------------ | ------------ | --------------- | -------------- | ------------- | ---------------- | ---------------- | ------------ | ----------- |
| 元金均等返済 | 20,000,000円 | 年2.5% （固定） | 20年 （240回） | 125,000円     | 104,340円        | 83,507円         | 25,020,833円 | 5,020,833円 |
| 元利均等返済 | 20,000,000円 | 年2.5% （固定） | 20年 （240回） | 105,981円     | 105,981円        | 105,981円        | 25,435,339円 | 5,435,339円 |

※1円未満の端数は四捨五入としている。